# Torneo di Wimbledon 2013 - Doppio maschile per invito senior
Pat Cash e Mark Woodforde erano i  detentori del titolo e lo hanno difeso battendo in finale Jeremy Bates e Anders Järryd per 6-3, 6-3.

## Tabellone

### Legenda
| - Q = Qualificato - WC = Wild card - LL = Lucky loser | - ALT = Alternate - SE = Special Exempt - PR = Protected Ranking | - w/o = Walkover - r = Ritirato - d = Squalificato |

### Finale
|  | Finale                     |                            |                            |   |   |  |
|  |                            |                            |                            |   |   |  |
|  | Pat Cash Mark Woodforde    | Pat Cash Mark Woodforde    | Pat Cash Mark Woodforde    | 6 | 6 |  |
|  | Jeremy Bates Anders Järryd | Jeremy Bates Anders Järryd | Jeremy Bates Anders Järryd | 3 | 3 |  |

### Gruppo A
|  |                                | Cash Woodforde   | Castle Forget | Fleming Kriek    | Nyström Pernfors | RR W–L | Set W–L | Game W–L | Posizione |
|  | Pat Cash Mark Woodforde        |                  | 6-2, 6-3      | 4–6, 6–0, [10–8] | 6-2, rit.        | 3–0    | 5–1     | 29–13    | 1         |
|  | Andrew Castle Guy Forget       | 3-6, 3-6         |               | 6–3, 6–4         | 4–6, 2–6         | 1–2    | 2–4     | 23–31    | 2         |
|  | Peter Fleming Johan Kriek      | 6–4, 0–6, [8–10] | 3–6, 4–6      |                  | w/o              | 1–2    | 1–4     | 13–23    | 3         |
|  | Joakim Nyström Mikael Pernfors | 2-6, rit.        | 6–4, 6–2      | w/o              |                  | 1–2    | 2–1     | 14–12    | 4         |

La classifica viene stilata in base ai seguenti criteri: 1) Numero di vittorie; 2) Numero di partite giocate; 3) Scontri diretti (in caso di due giocatori pari merito ); 4) Percentuale di set vinti o di games vinti (in caso di tre giocatori pari merito ); 5) Decisione della commissione.

### Gruppo B
|  |                               | Bahrami Leconte | Bates Järryd     | McEnroe          | McNamara McNamee | RR W–L | Set W–L | Game W–L | Posizione |
|  | Mansour Bahrami Henri Leconte |                 | 1–6, 2–6         | 1–6, 4–6         | 6(1)-7, 4-6      | 0–3    | 0–6     | 18–37    | 4         |
|  | Jeremy Bates Anders Järryd    | 6–1, 6–2        |                  | 7–5, 5–7, [10–7] | 6–4, 6–2         | 3–0    | 6–1     | 37–21    | 1         |
|  | John McEnroe Patrick McEnroe  | 6–1, 6–4        | 5–7, 7–5, [7–10] |                  | 6–1, 6–2         | 2–1    | 5–2     | 36–21    | 2         |
|  | Peter McNamara Paul McNamee   | 7-6(1), 6-4     | 4–6, 2–6         | 1–6, 2–6         |                  | 1–2    | 2–4     | 22–34    | 3         |

La classifica viene stilata in base ai seguenti criteri: 1) Numero di vittorie; 2) Numero di partite giocate; 3) Scontri diretti (in caso di due giocatori pari merito ); 4) Percentuale di set vinti o di games vinti (in caso di tre giocatori pari merito ); 5) Decisione della commissione.